# Sessions@AOL (EP de The Veronicas)
Sessions@AOL es un EP lanzado por The Veronicas. El álbum también incluye un libro digital, el cual es un cómic con unas chicas.

## Lista de canciones
1. "Heavily Broken" (en vivo)
2. "Revolution" (en vivo)
3. "Everything I'm Not" (en vivo)
4. "Mouth Shut" (en vivo)
5. "Revolution" (en vivo)
6. "Cry" (en vivo)